# Kąty (Chrzanów)
Kąty – oficjalna część miasta i osiedle w Chrzanowie położone w jego zachodniej części. Posiada status jednostki pomocniczej gminy Chrzanów. W odniesieniu do osiedla używa się także sporadycznie nazwy Kąty Chrzanowskie.
Kąty to największa pod względem obszaru część miasta Chrzanów. Od wschodu sąsiaduje z osiedlami Północ–Tysiąclecie, Śródmieście i Stara Huta, od północy i zachodu z miastem Jaworzno (z dzielnicami Cezarówka i Jeleń – Dąb) oraz Balinem, a od południa z gminą Libiąż.
W przybliżeniu wzdłuż północnej granicy osiedla biegnie autostrada A4. Zabudowa osiedla – głównie jednorodzinna – skupiona jest w północno-wschodniej części jego granic administracyjnych, gdzie występują także wilgotne łąki. Cały pozostały obszar osiedla stanowi kompleks leśny zwany Lasem Kąckim.
Na terenie osiedla znajduje się Parafia Miłosierdzia Bożego, market Biedronka (dawniej Champion, później Carrefour Express), letni basen kąpielowy, stadion miejski, plac targowy, dawna stacja kolejowa, niewielkie przedsiębiorstwa przemysłowe. W centralnej części Lasu Kąckiego znajduje się osada Groble, w skład której wchodzą stawy wędkarskie i ośrodek rekolekcyjny. Ze wschodu na zachód przez obszar Kątów biegnie Kanał Matylda, który łączył dawną kopalnię galmanu z Przemszą. Najbardziej wysuniętym na zachód punktem Kątów i zarazem całej gminy Chrzanów są okolice leśniczówki Nadleśnictwa Chrzanów znajdującej się już w jaworznickim Dębie.

## Historia
Kąty, jako jedna z podchrzanowskich wsi, zostały przyłączone do parafii św. Mikołaja w Chrzanowie w XVIII w., a w 1925 r. włączono je w granice miasta.
Parafia pw. Miłosierdzia Bożego wyodrębniła się z Parafii św. Mikołaja w roku 2004.

## Obszar osiedla
Osiedle obejmuje następujące ulice: Balińska (numery nieparzyste od skrzyżowania z ul. ks. Skorupki do końca ulicy), Bracka, Brzozowa, Chełmońskiego, Fałata, Gierymskiego, Górnicza, Grottgera, ks. Skorupki (numery nieparzyste), Leśna, Ligęzów, Owocowa, Podkowińskiego, Polna, Pszczelna, Rodakowskiego, Spacerowa, Studzienna, Śląska (numery parzyste od ronda oraz numery nieparzyste od skrzyżowania z ul. Partyzantów do końca ulicy), Wyczółkowskiego.